# Тимофій Корейчук
Тимофій Корейчук (1879, Кіцманський район, Королівство Галичини та Володимирії — жовтень 1919, Вернон, Британська Колумбія) —  український громадський діяч, лідер українсько-канадського робітничого класу.

## Життєпис
У 1902 році в місті Кіцмань він створив філію організації «Січ», яка сприяла самозабезпеченості українських селян та аграрних робітників. У 1906 році він допомагав формувати Українську соціал-демократичну партію на Буковині. Пізніше він відвідував села на півночі Буковини, виступав на масових зустрічах і невдало балотувався у Буковинський парламент від УСДП в 1911 році. 
Навесні 1913 року емігрувати до Канади.
Корейчук став активним у Монреальській філії та національній виконавчій владі Федерації українських соціал-демократів.
У січні 1914 року Корейчук переїхав у Вінніпег, штат Манітоба.
Він служив першим президентом Драматичного кола Володимира Винниченка, брав участь у роботі організації «Робочий народ» та виступав на зустрічах, організованих УНДРК, «Індустріальними робітниками світу» та Соціал-демократичною партією Канади.
З жовтня 1914 до травня 1915 р. Корейчук був лідером УСДПК на заході. Він відвідав філії в Саскачевані, Альберті та Британській Колумбії. Навесні 1915 переїхав у східну частину Альберти, де відвідував українські сільські громади, читав лекції.
Повернувшись до Вінніпегу 1916 року, Корейчук відновив свою діяльність як спікер та організатор, а на деякий час керував українським книжковим магазином. Деякий час працював у Оттаві, потім повернувся у Торонто. У січні 1918 року він поїхав до Велланда, Онт. Там він організував робочу нічну школу та читав лекції з астрономії, геології, географії, боротьби науки і релігії, матеріалістичного розуміння історії, світової історії, політичної економії та соціальної революції.
Влітку 1918 року Корейчук поселився біля Вегревіля, Альберта через погіршення здоров'я.
Корейчук був заарештований 5 вересня 1919 року і відправлений у табір у Верноні, де він помер від туберкульозу за декілька тижнів.